# 68
| [ Edytuj tabelę ] |                             |
| Cesarz Chin       | - 57 Han Mingdi 75          |
| Władca Korei      | - 53 T’aejodae 146          |
| Król Nabatei      | - 40 Malichus II 70         |
| Papież            | - 67 Linus 79               |
| Król Partów       | - 51 Wologazes I 78         |
| Cesarz Rzymu      | - 54 Neron 68 - 68 Galba 69 |

Rok 68 / LXVIII
stulecia: I wiek p.n.e. ~
I wiek ~
II wiek

lata: 58 «
63 «
64 «
65 «
66 «
67 «
68
» 69
» 70
» 71
» 72
» 73
» 78

## Wydarzenia
Azja
- Została zbudowana Świątynia Białego Konia, najstarsza świątynia buddyjska w Chinach.

Cesarstwo Rzymskie
- marzec – Windeks, namiestnik w Galii Lugdunensis, zbuntował się przeciwko cesarstwu.
- 8 czerwca – Serwiusz Sulpicjusz Galba został nowym cesarzem rzymskim. Koniec rządów dynastii julijsko-klaudyjskiej.
- 9 czerwca – Neron popełnił samobójstwo.
- Wespazjan zaatakował Jerozolimę.

## Zmarli
- maj – Windeks, namiestnik Galii (ur. ≈25)
- 9 czerwca – Neron, cesarz rzymski (ur. 37).
- Annasz syn Annasza, arcykapłan.
- Jezus syn Gamaliela, arcykapłan.
- Kotys I, król Bosporu.
- Marek Ewangelista, autor Ewangelii Marka.
- Mitrydates III, król Bosporu.
- Nimfidiusz Sabinus, prefekt pretorianów.
- Lucjusz Klodiusz Macer, legat za czasów cesarza Nerona, przeciw któremu się zbuntował.
- Torpes z Pizy, męczennik chrześcijański.